# Cervelló (kommun)
Cervelló är en kommun i Spanien.   Den ligger i provinsen Província de Barcelona och regionen Katalonien, i den östra delen av landet, 500 km öster om huvudstaden Madrid. Antalet invånare är 8 660. Arean är 24,2 kvadratkilometer. Cervelló gränsar till Torrelles de Llobregat, Vallirana, Subirats, Gelida, Corbera de Llobregat, La Palma de Cervelló och Sant Vicenç dels Horts. 
Terrängen i Cervelló är huvudsakligen kuperad, men österut är den platt.